# Caridad del Río Hernández
Eustacia María Caridad del Río Hernández (Santiago de Cuba, 29 de març de 1892 - París, 1975), més coneguda com a Caridad del Río, Caridad Mercader o Caritat Mercader —pel cognom del seu marit—, va ser una militant comunista catalana i agent de l'NKVD soviètic. És especialment coneguda per ser la mare de Ramon Mercader, l'assassí de Lev Trotski, i per haver participat personalment en l'operació.
Caridad Mercader pertanyia a una família benestant, d'origen indià, de la Barcelona de principis del segle xx. Es va casar jove amb Pablo Mercader, membre de la burgesia fabril barcelonina, de qui va prendre el cognom, i amb el qual va tenir cinc fills. Després de la fi del seu matrimoni amb Pablo Mercader, es va allunyar de la seva família i va girar l'esquena a la seva classe social. Va freqüentar cercles anarquistes i finalment es va adherir a l'ideari comunista. Va participar en els combats per sufocar la revolta militar a Barcelona i es va unir a les columnes que van partir cap a l'Aragó, on va resultar ferida, fet pel qual va haver de tornar a la rereguarda.
A les files del PSUC, va aconseguir certa notorietat (va ser presentada com la «Pasionaria catalana»). A la fi de 1936, va encapçalar una missió propagandística a Mèxic i, posteriorment, es va convertir en agent del NKVD a Espanya. El seu fill Ramon, també membre del PSUC i oficial en l'exèrcit republicà, va ser igualment captat per l'espionatge soviètic durant la guerra —probablement, amb la intervenció de la seva mare— i entrenat per eliminar Lev Trotski, exiliat a Mèxic. Caridad Mercader, que s'havia instal·lat a París en algun moment de 1937, també va participar en l'operació, però, quan el seu fill va ser detingut després d'assassinar Trotski, ella va aconseguir sortir de Mèxic i arribar a la Unió Soviètica, on va ser rebuda amb honors. Allà va participar activament en els conflictes entre les diferents faccions del comunisme espanyol exiliat.
El 1944, va aconseguir un permís per sortir del país amb l'objectiu d'aconseguir l'alliberament del seu fill. Però contravenint les condicions acordades, va viatjar a Mèxic, on es duia a terme una operació encoberta per aconseguir que Ramon Mercader fugís de la presó. La presència de Caridad Mercader va ser contraproduent, ja que les autoritats mexicanes van endurir les condicions penitenciàries del seu fill i els soviètics van abandonar l'operació, sense aconseguir treure'l de la presó. Ramon Mercader mai va perdonar la interferència de la seva mare.
Després del fracàs de l'operació, Caridad Mercader del  es va establir a París i va gaudir d'una pensió soviètica. Viatjava ocasionalment a la Unió Soviètica per visitar els seus fills, Lluís i Ramon, que s'havia establert allí després de complir la seva condemna a Mèxic. Va morir a la capital francesa el 1975.

## Biografia

### Primers anys

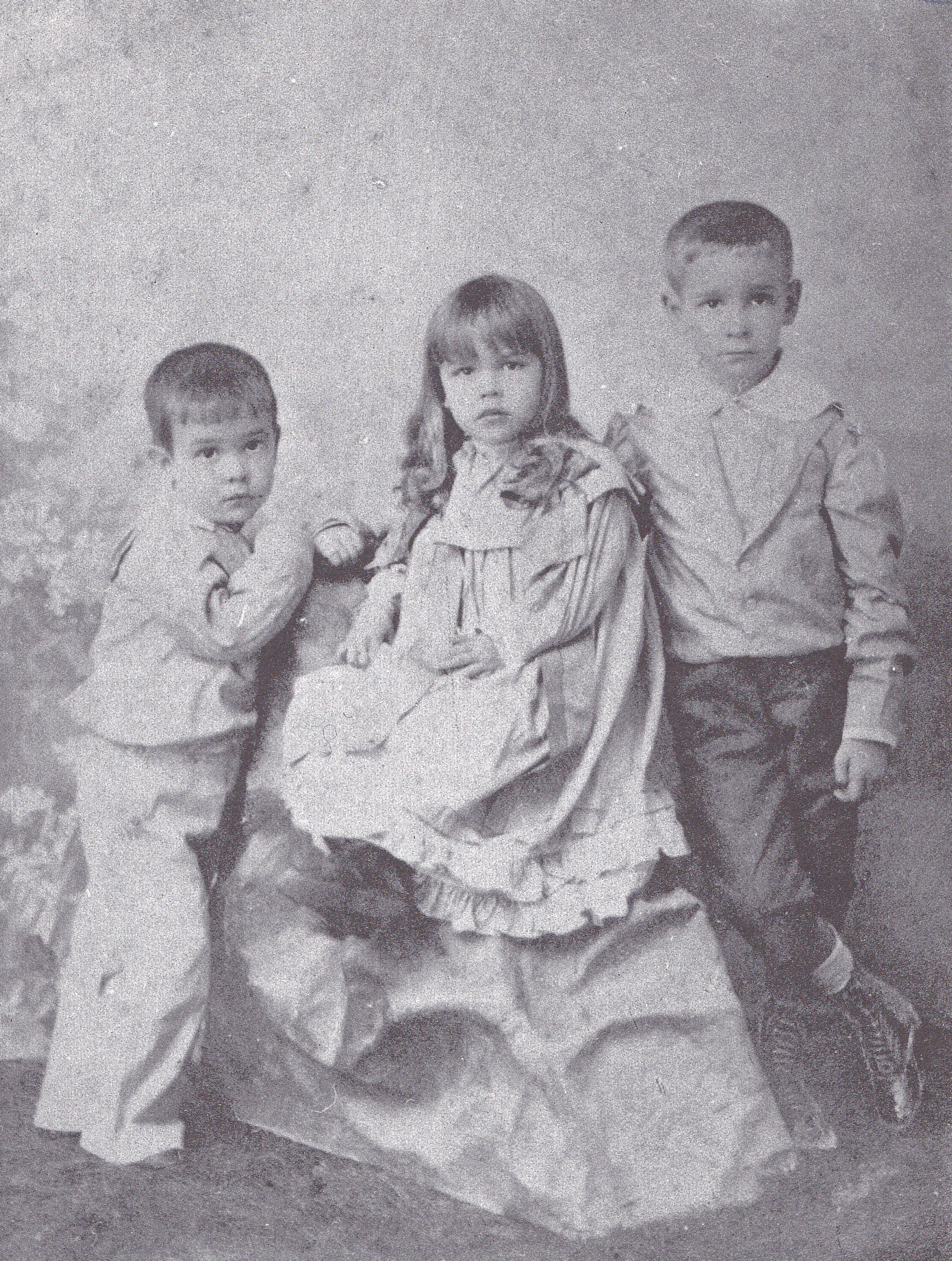
Caritat Mercader i els seus germans, vers 1895

Va néixer a Santiago de Cuba el 1892 en el si d'una família acabalada. El seu pare, Ramón del Río, era d'origen santanderí, però quan la família va decidir tornar a Espanya, uns anys abans de la independència cubana, es van assentar a Barcelona, on es van integrar en l'elit social de la ciutat. Caritat del Río va tenir, almenys, dos germans. Encara que ella posteriorment va afirmar que el seu pare havia estat governador de Santiago, així com el primer plantador que havia alliberat els seus esclaus a l'illa, res d'això és cert; i tampoc la seva mare, contra el que ella afirmava, hauria simpatitzat amb els independentistes cubans.
Caritat del Río va estudiar en el col·legi del Sagrat Cor de Sarrià, i va passar temporades en els centres que la congregació catòlica tenia a París i a Londres. Gràcies a això, parlava perfectament francès i anglès. Pel que sembla, durant la seva adolescència, va sentir la crida de la vocació religiosa, encara que no va arribar a decantar-se per aquest camí.
Amb poc menys de setze anys, el 13 de juny de 1908, la premsa de Barcelona anunciava l'enllaç de Caritat del Río amb Pau Mercader Medina, set anys més gran que ella i integrant d'una pròspera família del negoci tèxtil. El seu pare, Narcís Mercader Sacanella, havia començat el negoci amb una fàbrica a Badalona i el va ampliar establint a Barcelona diverses factories més. Es tractava d'un enllaç que unia dues famílies adinerades de la burgesia barcelonina. Tots dos promesos muntaven a cavall i, segons va afirmar Caritat mateixa posteriorment, es va enamorar de Pau Mercader per la seva traça com a genet. El 7 de gener de 1911 es van celebrar les noces.
Pau Mercader tenia un caràcter afable, políticament s'alineava amb el nacionalisme conservador català i havia estat membre del sometent. En aquesta època, Caridad «era una bella adolescent de rostre rodó i faccions agradables amb una mirada dolça […] d'uns ulls verds que sempre van ser el tret més distintiu de la seva fisonomia». El matrimoni es va establir al carrer d'Illas i Vidal, al barri de Sant Gervasi de Cassoles. La jove esposa va adoptar el cognom del seu marit i seria coneguda a partir de llavors com a Caridad o Caritat Mercader. La parella va tenir cinc fills: Jordi (n. 1911), Ramon (n. 1913), Montserrat (n. 1914), Pau (n. 1915) i Lluís (n. 1923). Poc després del naixement d'en Pau, en Jordi va emmalaltir de poliomielitis i va sofrir la paràlisi d'ambdues cames.

### Ruptura del matrimoni i estada a França
[Caridad Mercader és] el símbol de la seducció exercida
 per la revolució soviètica sobre capes il·lustrades i el fanatisme
 al que es pot arribar.  
El matrimoni no va ser feliç i, després dels primers anys de convivència, va començar a naufragar. Pau Mercader, aparentment un devot pare de família, en la intimitat mostrava, segons la seva esposa, algunes aficions sexuals poc convencionals. Tal com va descriure el seu fill Lluís en el documental Asaltar los cielos,
Caritat Mercader li havia explicat que el seu marit la portava a bordells per incitar-la a noves experiències sexuals. Allí, l'hauria forçada a observar a través d'espiells ocults en els envans de les habitacions les trobades sexuals entre les prostitutes i els seus clients. Aquests episodis haurien originat en ella un profund menyspreu no sols cap al seu marit, sinó també cap a la seva classe social.
A principis de la dècada de 1920, Caritat Mercader, que fins llavors havia viscut segons les convencions del seu cercle social, va començar a mostrar una actitud poc d'acord amb els usos burgesos. Segons el periodista i escriptor Gregorio Luri —que recull el relatat per Isaac Don Levine—,
Caritat Mercader va començar a fer classes de pintura amb l'artista Vicente Borràs i Abella, en l'estudi del qual va poder establir contacte amb intel·lectuals i bohemis. Va començar així la seva transformació personal i, a poc a poc, va començar a freqüentar ambients marginals i a consumir morfina —segons va relatar el seu fill Ramon al seu germà Lluís, Caritat va ser addicta en secret als opiacis durant molts anys. En ple auge del pistolerisme a Barcelona, Caritat Mercader va freqüentar cercles anarquistes, i arribà fins i tot a proporcionar-los informació per atemptar contra els interessos empresarials dels Mercader. Atès que el seu germà, José del Río, era jutge municipal i coneixia quins jutges s'encarregaven d'una causa concreta, ella passava informació als anarquistes sobre la identitat dels jutges al capdavant de cada procés per actes terroristes contra els seus correligionaris. Alhora, aquests usaven la informació per a amenaçar aquests jutges i aconseguir la llibertat dels encausats. En la mateixa època, va començar el deteriorament de la posició econòmica del matrimoni, la qual cosa va poder influir també en la metamorfosi de Caritat Mercader. Quan el 1921 va morir el patriarca de la família Mercader, el seu primogènit, Joan, l'hereu, va restar al capdavant de les empreses familiars. No obstant això, les va administrar de manera ruïnosa; el negoci es va enfonsar i finalment va fugir amb la seva família a l'Argentina. La resta de la família Mercader va quedar en una posició econòmica precària, i el matrimoni Mercader-Del Río va haver de mudar-se a un pis més modest al carrer Ample, en el barri Gòtic, al costat de la basílica de la Mercè. Segons el periodista i investigador Javier Juárez,
Caritat Mercader va haver de fer classes per contribuir a l'economia familiar, va ser això —i no la seva relació amb l'estudi de Borràs i Abella— el que va fer que comencés a relacionar-se amb ambients molt diferents dels de la seva classe social. Pau Mercader treballava de comptable, sobretot per a petites empreses editorials.

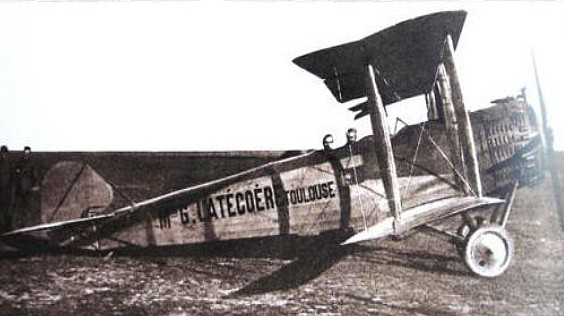
Avió de les Lignes Aériennes Latécoère el 1919. Caridad Mercader va establir una relació sentimental a la dècada de 1920 amb Louis Delrieu, pilot de la línia de Latécoère entre París i Tolosa. Caridad i els seus fills van anar a viure a França amb Delrieu

Un altre factor que va contribuir a la fi del seu matrimoni va ser la relació que ella va establir amb l'aviador francès Louis Delrieu —la identitat de l'aviador va ser establerta l'any 2013 per Gregorio Luri. Delrieu, que pilotava regularment en la línia de Latécoère, entre Casablanca i Tolosa de Llenguadoc, va haver de fer un aterratge d'emergència prop d'Alacant el 1919. Casualment, Caridad Mercader es trobava en una propietat familiar a la mateixa zona passant una temporada. Delrieu i Caridad Mercader es van enamorar: «Era jove, elegant i cavallerós, i estava embolicat en l'aurèola mítica d'heroisme que acompanyava els pioners de l'aviació». Esdevingueren amants, si bé no se sap exactament quan. Delrieu va ser el padrí del fill petit de Caritat Mercader, Lluís, que va néixer el 1923; de fet, es va arribar a rumorejar que Delrieu era el veritable pare de Lluís. Un escriptor antiestalinista com Julián Gorkín va atribuir el viratge personal i ideològic de Caritat Mercader a la seva relació amb aquest aviador —«va sostenir relacions amb un pilot aviador, militant comunista, que li va contagiar el seu fanatisme». No obstant això, Lluís va afirmar que el seu padrí, al qual no va identificar pel seu nom, havia estat membre de la Croix-de-feu, una organització feixista francesa fundada el 1927.
Tots aquests escàndols van portar les famílies Del Río i Mercader a prendre mesures dràstiques; segons va relatar ella al seu fill Lluís, s'havia descobert la seva implicació en atemptats anarquistes i s'enfrontava a la possibilitat de ser empresonada. Una nit de 1923, infermers del manicomi de la Nova Betlem de Sant Gervasi, acompanyats pels germans de Caritat Mercader, van entrar a casa seva, li van posar una camisa de força i la hi van ingressar. El seu marit i els seus germans van considerar preferible que se la prengués per boja en lloc d'acabar a la presó. Allí va estar tres mesos incomunicada, sotmesa a un tractament extraordinàriament agressiu, amb freqüents dutxes d'aigua freda i sessions d'electroxoc. «Vaig creure realment que allí em tornaria boja», va confessar temps després al seu fill Lluís. Mai va perdonar a la seva família aquesta experiència traumàtica i, a partir de llavors, es va considerar deslligada de qualsevol compromís amb la seva família o classe social. Quan va aconseguir sortir de la institució psiquiàtrica —segons va descriure el seu fill Lluís, la seva mare li va explicar que van ser els seus amics anarquistes els que, després d'esbrinar on es trobava, van enviar al seu marit i als seus germans amenaces de mort en cas que no la deixessin sortir del manicomi, a la qual cosa finalment van accedir— va decidir canviar radicalment de vida i tallar tota relació amb la seva família. Entre 1924 i 1925, es va endur els seus cinc fills i se'n va anar a viure amb Delrieu a la localitat francesa de Dacs, a Landes. Allí va viure feliçment amb el seu amant fins al 1928, quan aquest va decidir posar fi a la relació. Poc després de traslladar-se a Tolosa de Llenguadoc, on va regentar un restaurant, Caritat Mercader va intentar suïcidar-se. En ser avisat, l'encara marit seu, Pau Mercader, va viatjar a la ciutat francesa i es va fer càrrec de Montserrat, Pau i Lluís, els tres fills petits. Tots quatre van tornar a Barcelona, on els tres nens van ser escolaritzats en internats religiosos, a causa, fonamentalment, de la modesta situació econòmica de Pau Mercader. Jordi i Ramon es van quedar a Tolosa de Llenguadoc, ja que estudiaven a l'Escola d'Hostaleria, el primer per a cap de cuina, el segon per a maître d'hotel.

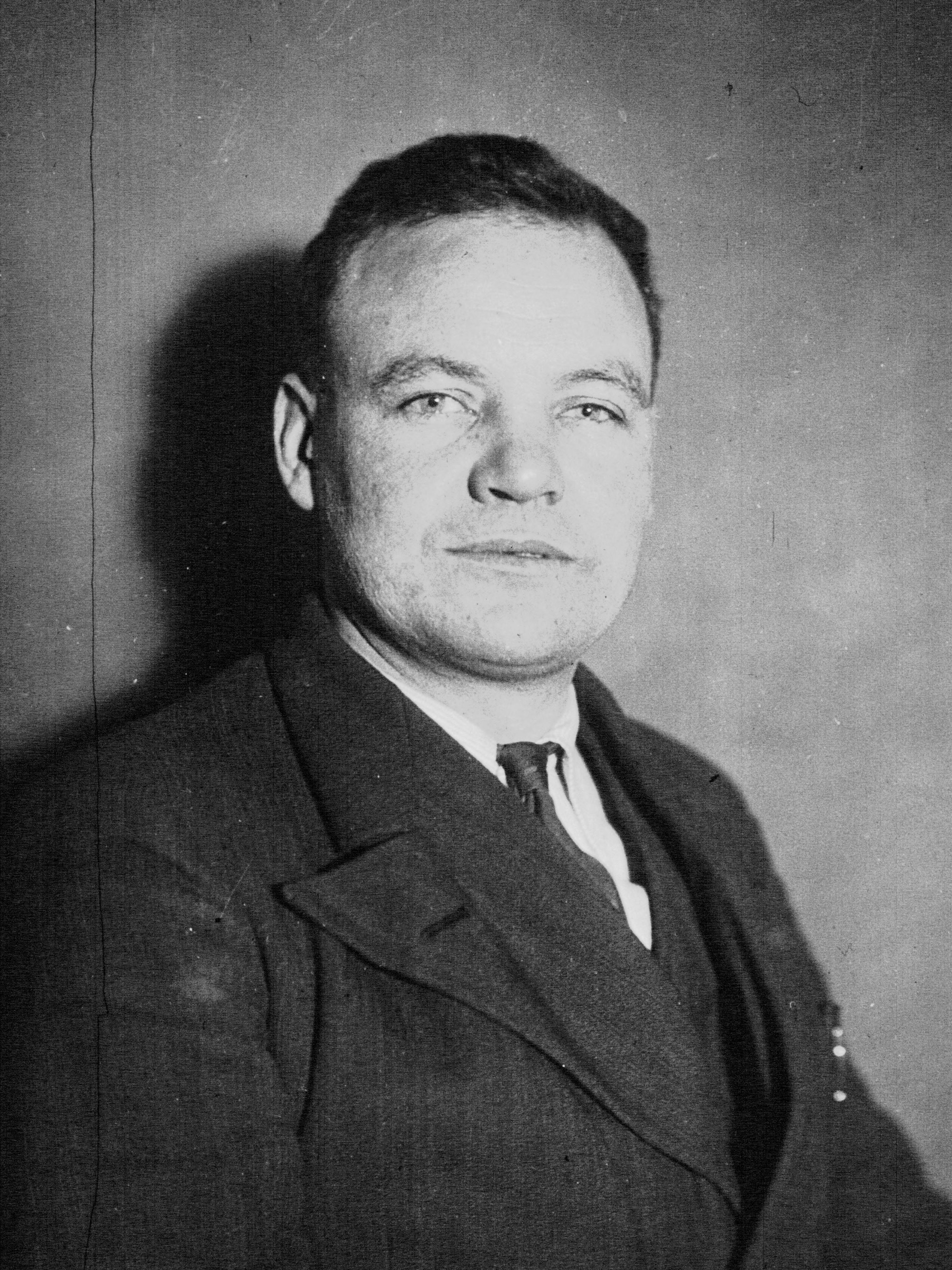
Maurice Thorez, secretari general del Partit Comunista Francès, el 1932. Segons Isaac Don Levine, durant la seva estada a França en la dècada de 1930, Caritat Mercader hauria estat la seva amant

Una vegada recuperada, Caritat Mercader va anar a viure a París, on va començar a militar en l'agrupació de la Secció Francesa de la Internacional Obrera (SFIO) del districte XV de la capital. Aquesta agrupació estava situada bastant a l'esquerra del partit i era dirigida per Marceau Pivert, que el 1935 formaria un corrent d'opinió en l'SFIO (Gauche révolutionnaire), la qual s'escindiria més tard per aproximar-se al trotskisme. N'existeix una foto de 1928 en la qual apareix Caritat Mercader en una excursió campestre al costat de diversos correligionaris de l'SFIO, entre els quals es trobaven el mateix Pivert i la seva filla Jacqueline. Hi ha versions que afirmen que va ser ja en aquesta època quan ella va entrar en contacte amb l'espionatge soviètic —Gorkin afirma que va ser en una data tan primerenca com 1928, segons el testimoniatge d'«un antic agregat cultural de l'ambaixada soviètica a París». També podria haver conegut en aquesta època Leonid Eitingon, oficial d'intel·ligència soviètic, que seria el que la reclutaria posteriorment. En tot cas, a principis de la dècada del 1930, Caritat Mercader s'havia apropat al Partit Comunista Francès (PCF) i, segons Levine, actuava com a correu de la Internacional Comunista i, potser, de l'NKVD. Levine va sostenir que Caritat Mercader gaudia explicant als seus amics més propers com Maurice Thorez —secretari general del PCF—, Jacques Duclos i altres dirigents comunistes francesos es comportaven al llit. També en aquesta mateixa època, aproximadament el 1930, la seva filla Montserrat es va escapar de l'internat on estudiava a Barcelona i se'n va anar a viure amb la seva mare a França. Va ingressar al PCF i allí va conèixer André Marty, de qui seria secretària posteriorment, durant la Guerra Civil espanyola.
En proclamar-se la República a Espanya, Ramon Mercader va tornar a Barcelona, on va aconseguir una feina a l'hotel Ritz. Segons el seu germà Lluís, Ramon Mercader li va confessar que, quan la seva mare va tornar a Espanya, el 1935, ell ja era un comunista convençut des de feia alguns anys. Caritat Mercader i el seus fills Jordi i Montserrat van romandre a França —el seu fill Lluís va rememorar com, durant tota la seva estada en un internat a Barcelona, des dels cinc als onze anys, va rebre una sola visita de la seva mare, acompanyada de Ramon; Jordi no va tornar a Espanya, i Lluís no la va tornar a veure fins al seu trasllat a França el 1937. Per la seva banda, Caritat Mercader va tenir problemes amb la policia francesa, que li va prohibir residir a París, per la qual cosa es va traslladar als voltants de Bordeus. El 1935 va ser detinguda; segons va dir al seu fill Lluís, els agents li van donar una brutal pallissa, que li va fer perdre la visió durant quinze dies. A continuació va ser expulsada del país. El juny de 1935, Ramon va ser detingut per la seva militància comunista.

### Tornada a Barcelona i participació en la Guerra Civil espanyola
Després de ser expulsada de França, Caritat Mercader es va instal·lar a Barcelona i va ingressar en el Partit Comunista de Catalunya (PCC), la minúscula branca catalana del PCE, en el qual ja militava el seu fill Ramon. Va participar en el procés de confluència de gairebé tots els partits obrers catalans que va donar lloc al Partit Socialista Unificat de Catalunya (PSUC), i a principis de juliol de 1936 el PCC va designar-la, juntament amb Pere Ardiaca, com a membre de la redacció de Treball, que seria l'òrgan d'expressió del nou partit. En la mateixa època, a mitjan 1936, Caritat Mercader formava part de la secretaria dels Serveis de Premsa de l'Olimpíada Popular, uns jocs esportius que havien de celebrar-se al juliol d'aquell any a Barcelona com a resposta als Jocs Olímpics de Berlín. Lluís va dir que, durant aquella època, en la qual vivia amb el seu pare, rarament veia la seva mare.
La gramática nos enseña

que el plural masculino de ciertos nombres

bien puede comprender personas de ambos sexos.

Pero desde que en el frente de Madrid,

así como en Oviedo y Cataluña,

las mujeres han peleado como leonas,

junto a sus padres, maridos, novios, hermanos,

o simplemente camaradas;

[...]

desde que Caridad Mercader

se cubrió de condecoraciones

estampadas en los pliegues de sus heridas;

[...]

desde entonces no es posible

referirse a los defensores y los mártires

de la libertad ibérica,

sin usar, junto al nombre masculino,

la voz,

blanca como un seno maternal

y enérgica como un toque de diana al romper el día,

la voz de un diccionario nuevo:

¡milicianas!  
El 19 de juliol de 1936 es va produir la revolta de la guarnició barcelonina. Caritat Mercader va participar activament en els combats contra les tropes alçades, sobretot en l'assalt a la Capitania General, on es trobava el líder dels revoltats a Barcelona, el general Goded. Pel que sembla, després de la rendició del general, fou ella qui va convèncer els milicians que se'l conduís davant Lluís Companys en lloc d'executar-lo allí mateix. Una vegada davant el president de la Generalitat, Goded va acceptar radiar un missatge reconeixent el fracàs de la revolta a Catalunya i demanant als que encara resistien que es rendissin. El protagonisme de Caritat Mercader en l'episodi va ser narrat pel periodista francès André Jacquelinen la seva obra Espagne et liberté: le second Munich (1939): «Al seu voltant es van agrupar milicians i milicianes, i d'entre aquestes últimes cal destacar l'exemple de la Louise Michel [catalana], de nom real Caridas [sic] Mercader, amb la roba esquinçada però sublim en la seva ardent fe. Amb risc de la seva vida, havia salvat de la massacre el famós general rebel Goddet [sic] (governador de Barcelona) per lliurar-lo viu al tribunal del poble». La història va aparèixer també publicada el 26 de juliol en La Dèpêche de Toulouse.

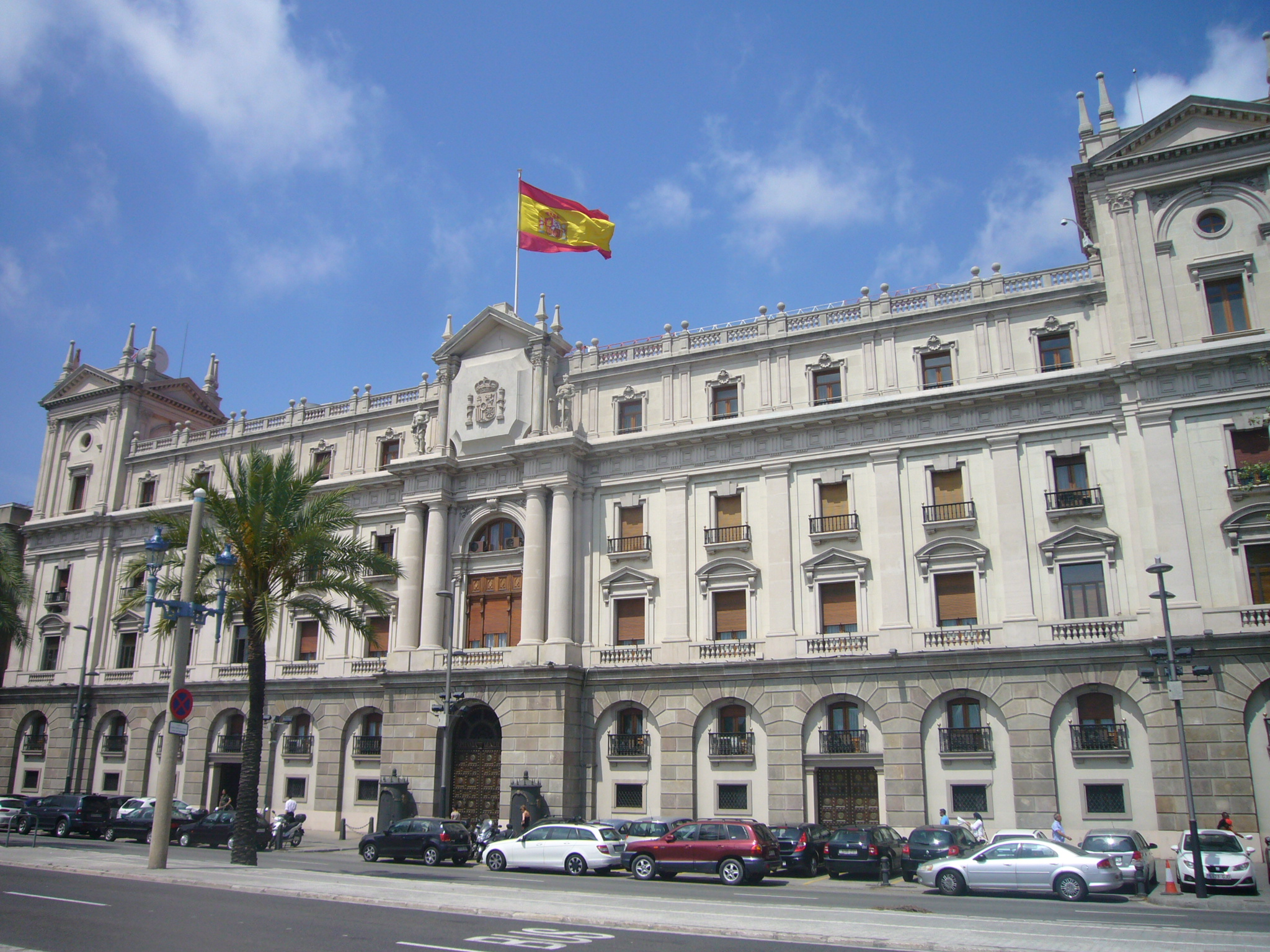
Façana de l'edifici de la Capitania General al passeig de Colom de Barcelona, on es va atrinxerar el general Goded. Després de la seva rendició, Caritat Mercader va persuadir els milicians perquè respectessin la seva vida i el lliuressin al president de la Generalitat, Companys

Després del fracàs de l'alçament, es va involucrar activament en l'organització de les primeres columnes que es van formar a Barcelona per reduir els revoltats. Segons diverses fonts, va partir cap al front d'Aragó en la dirigida per Durruti i Pérez Farràs —la columna Durruti—, encara que és possible que es tractés més aviat de la columna Trueba-Del Barri, formada per milicians comunistes. Els seus fills Ramon i Pau es van unir també a la columna de la seva mare, mentre que la seva filla Montserrat i el seu gendre, Jacques Dudouyt, van arribar a Espanya com a voluntaris —Montserrat va treballar com a secretària d'André Marty, que dirigia amb mà de ferro les Brigades Internacionals. Pocs dies després, Caritat Mercader va resultar greument ferida en un atac aeri, algunes fonts afirmen que va ser a Tardienta, on operava la columna Carles Marx, mentre que unes altres en suggereixen Bujaraloz, pertanyent al sector de la columna Durruti.La metralla li va produir onze ferides, algunes d'aquestes bastant greus, per la qual cosa va ser evacuada a Lleida, on va ser operada i va guarir de les ferides. Encara que es va recuperar gairebé completament, li van quedar algunes seqüeles cròniques, com una malaltia intestinal. Vuit setmanes després de resultar ferida en el front, Caritat Mercader va sortir de l'hospital.
La propaganda comunista es va esforçar per convertir-la en el model de les combatents antifeixistes catalanes, al·ludint a ella com «la Pasionaria catalana» o «la Pasionaria de Catalunya». Així, en el seu número de l'1 de setembre, Treball va posar Caritat Mercader com a exemple de les milicianes que s'havien ofert voluntàries a causa del seu compromís polític i no per raons frívoles: «Mercader està tan lluny de ser la jove riallera que es va veure amb una granota per raons que ningú pot entendre, com de la que apareix avui en dia a les pàgines il·lustrades de certes revistes sempre sensacionalistes i fins i tot de vegades grogues». Prova del seu prestigi, va ser l'obra de l'escriptor i revolucionari cubà Juan Marinello, que va conèixer Caritat Mercader el 1937. Aquest va dedicar un dels capítols de la seva obra Momento español, que recopilava articles sobre la Guerra Civil espanyola escrits el 1937, a Caritat Mercader, amb grans elogis a la seva persona: «Anarquista molts anys, practicant de l'acció directa com a única acció, adoradora de l'atemptat i feligresa de la bomba, va arribar al marxisme per una lenta i ferma convicció. Quan va trobar la veritat, va entrar-hi amb passió carnal. […] El que ha fet la dona per la llibertat del món en terres espanyoles no cabria en la més àmplia antologia de l'heroisme [...]. El més sorprenent és la tranquil·la decisió amb què marxa cap a una mort segura. Són incomptables els casos de dones caminant, conscients, cap al sacrifici final sense una vacil·lació, sense un tremolor, sense un gest, sense una queixa [...]».
I aquí estem, ciutadans diputats mexicans;
 aquí estem fent acte de presència i dipositant
 a les vostres mans de representants oficials del poble mexicà
 aquest missatge que us preguem que transmeteu a tots
 i cadascun dels districtes de l'extens territori mexicà
 com a fidel expressió sentida de la veu de l'Espanya republicana:
 Mexicans germans generosos i cordials!: Espanya sencera us aclama i saluda.
 El nom del vostre gran país juntament amb el del vostre
 insigne president Cárdenas, estan ja consagrats
 com dues fites de la nova història d'Espanya
 i, a més, estan gravats de manera indeleble en el cor de tots els espanyols.  
No va tornar al front, sinó que va encapçalar una missió de contingut propagandístic enviada per la Generalitat, el PSUC i el Comitè de Milícies Antifeixistes de Catalunya a Mèxic i els Estats Units, en la qual també es pretenia adquirir armes. L'expedició va embarcar el 18 de setembre de 1936 al port de Barcelona. L'acompanyaven, entre altres militants comunistes, la seva filla Montserrat, i Lena Imbert, la promesa del seu fill Ramon, que exercia com la seva secretària. El vaixell en què viatjaven, el Manuel Arnús, va arribar a l'Havana el 25 d'octubre. Allí, l'oficialitat va desertar, passant-se al bàndol revoltat, mentre que els integrants de l'expedició van ser detinguts per les autoritats cubanes, hostils a la República espanyola. Gràcies a les gestions del govern mexicà, van poder arribar a aquest país, a bord d'un vaixell de guerra de la mateixa nacionalitat. Els membres de l'expedició van arribar a Veracruz el 10 de novembre i van ser rebuts pel president Lázaro Cárdenas i la seva esposa. El 17 del mateix mes, Caritat Mercader i altres dos membres de la missió van intervenir davant la Cambra de diputats.

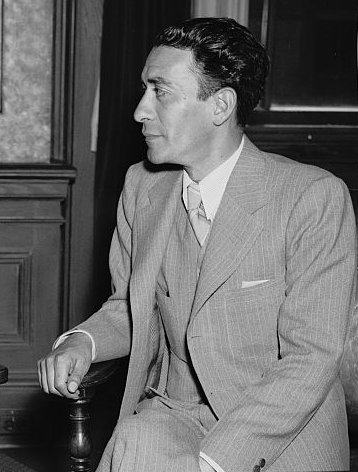
Vicente Lombardo Toledano, secretari general de la Confederació de Treballadors de Mèxic, i col·laborador de l'NKVD segons els documents desclassificats del projecte Venona, va ser un dels amfitrions de l'expedició de Caritat Mercader a Mèxic el 1936

D'aquest viatge, data una anècdota probablement apòcrifa proporcionada per l'antic militant del POUM Bartomeu Costa-Amic. Costa-Amic es trobava a Mèxic des d'octubre de 1936, com a membre d'una delegació del POUM, que efectuava una gira de propaganda per aconseguir-hi armes i diners. El 1994, va publicar unes memòries en les quals s'atribueix, en nom d'Andreu Nin, la responsabilitat de les gestions que van portar al fet que el president Cárdenas concedís asil a Trotski a Mèxic —una cosa que és unànimement no considerada en la literatura sobre el tema, que citen Diego Rivera, en nom de la secció nord-americana de la Quarta Internacional, la responsabilitat d'haver contactat amb el president—, afirmant que la concessió va tenir lloc abans de l'arribada de Caritat Mercader a Mèxic. El 20 de novembre, Caritat Mercader va encapçalar, del braç del dirigent sindicalista mexicà Lombardo Toledano, i vestint una granota de miliciana, una manifestació anual de commemoració de la Revolució Mexicana a Ciutat de Mèxic. Segons Costa-Amic, en reconèixer-la —gràcies que havia coincidit amb la primera dona de Costa-Amic en el taller de costura dels magatzems La Innovació de Barcelona—, l'hauria increpat, dient-li, en català: «Tu, cabrona, has vingut a organitzar l'assassinat de Trotski». A la qual cosa, Mercader hauria respost amb evasives. No obstant això, s'ha assenyalat que, en la data de la manifestació —el 20 de novembre—, encara no s'havia decidit concedir asil a Trotski, la qual cosa restaria credibilitat a les declaracions de Costa-Amic. L'expedició de Caritat Mercader va retornar a Espanya a la fi d'any fent escala als Estats Units, on també va dur a terme activitats propagandístiques. Després de partir de Nova York, en un vaixell en el qual viatjaven també un centenar de voluntaris nord-americans que es dirigien a Espanya per formar part del batalló Lincoln, el 7 de gener de 1937 ja tornava a ser a Espanya.
Mentre era a Amèrica, el seu fill Pau va morir en el front de Madrid. El 3 de gener de 1937, a l'inici de la tercera batalla de la carretera de la Corunya, un tanc enemic va passar per sobre del niu de metralladores en què es trobava, prop de Brunete. Va ser el seu fill Lluís, que vivia encara amb el seu pare, qui li va comunicar, en tornar, que Pau havia mort. Caritat Mercader li va demanar llavors que anés a viure amb ella, cosa que Lluís va acceptar, i abandonà el seu pare. En paraules de Lluís, «el meu pare era un simple ciutadà aliè al que ocorria al seu voltant. Per contra, ells [Caritat, Ramon i Pau] eren uns herois». Lluís, que havia viscut allunyat de la seva mare gairebé tota la vida, va veure la petició com una oportunitat d'apropar-se a ella, i va accedir-hi. Mai tornaria a veure el seu pare. Mare i fill van viure en un palau situat al passeig de la Bonanova, a Sarrià, que havia estat requisat per Ramon Mercader, i que havia pertangut a un familiar dels Mercader. El palau servia també de seu de l'Estat Major del batalló que dirigia Ramon, Jaume Graells, que rebia la instrucció en un antic convent —conegut com a caserna Vorochilov—, situat en la proximitat.
En aquesta època, Caritat Mercader va ser nomenada responsable de l'Agrupació de Dones Antifeixistes, però ella es va anar desentenent progressivament d'aquest tipus de tasques a mesura que s'implicava més en labors relacionades amb la policia política soviètica, que l'havia reclutada a principis d'aquest any. Juntament amb altres militants del PSUC, va participar en els combats que es van produir durant els fets de maig de 1937 —segons el seu fill, transportant armament i municions per a les forces comunistes que van formar part de la lluita. Es conserva una instantània d'Agustí Centelles en la qual apareix Caritat Mercader col·laborant en la retirada de barricades a Barcelona després dels successos. També se sap que Marinello va conèixer Caritat Mercader quan va viatjar a Espanya amb motiu de la seva assistència al II Congrés Internacional d'Escriptors per a la Defensa de la Cultura, que va tenir lloc el juliol de 1937. També al juliol, i perquè pogués continuar estudiant, Caritat Mercader va enviar Lluís a París a viure amb la seva germana Montserrat i el seu marit, que havien retornat a França, després d'haver tingut grans diferències amb Marty.

### Agent de l'NKVD

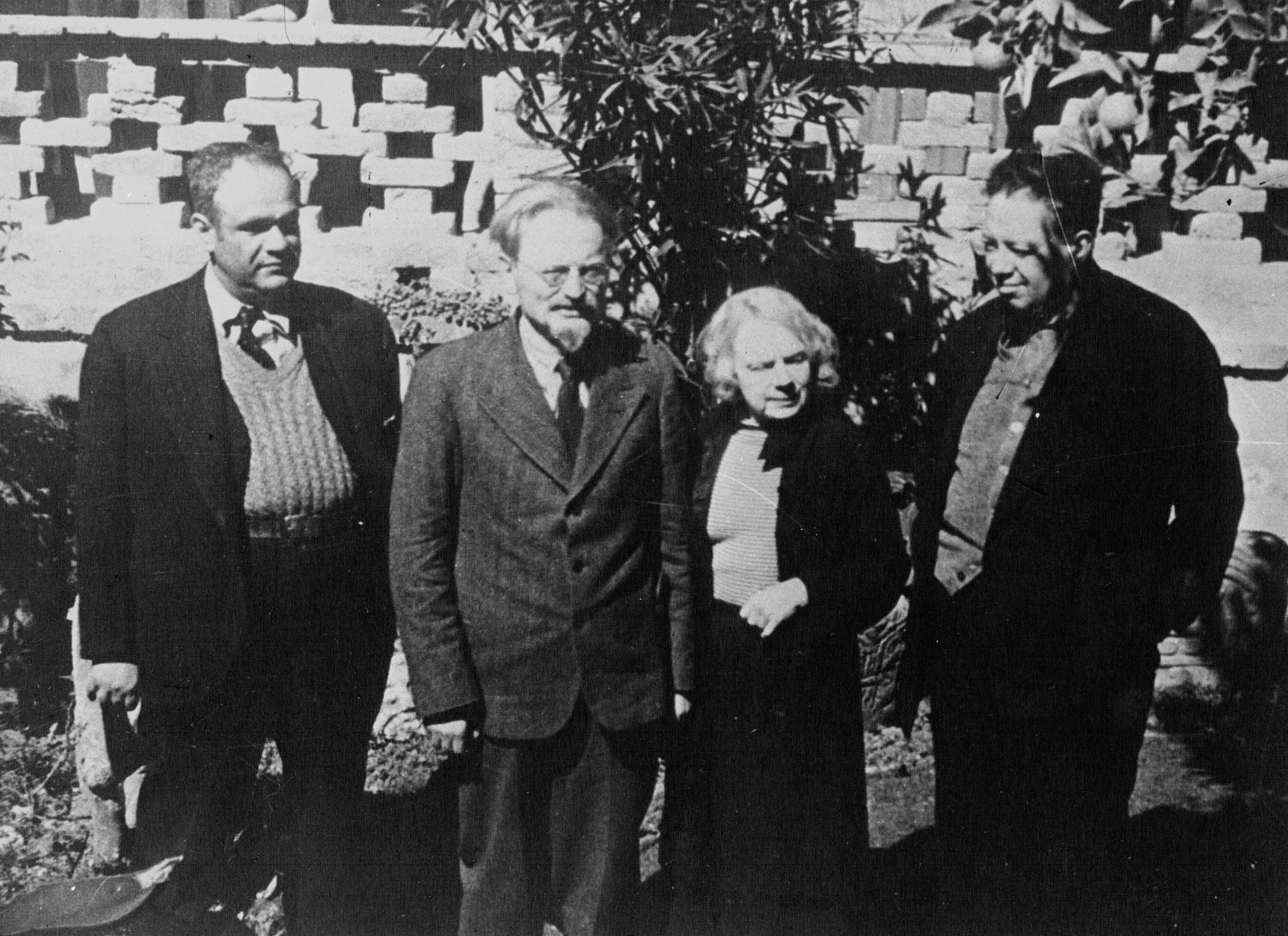
Trotski i la seva esposa a Mèxic el 1937

La informació disponible en els antics arxius soviètics sobre Caritat Mercader no ha estat explorada sistemàticament. Sí que consta que va ser reclutada a principis de 1937. Es coneix un episodi narrat per Lluís Mercader segons el qual, poc després de tornar de Mèxic, a l'hivern de 1937 —no en va precisar la data—, la seva mare i ell van visitar el front madrileny, on es trobava Ramon Mercader. Caritat Mercader i es seu fill Ramon van tenir una llarga conversa, el propòsit de la qual va ser, segons Lluís, convèncer Ramon que s'unís també a l'NKVD. Mesos després, a l'abril, Lluís hauria tret les seves conclusions: «... em vaig assabentar que la meva mare estava relacionada amb els soviètics (els anomenàvem així). Després vaig comprendre que el meu germà Ramon estava relacionat amb ells». Per mitjà de Caritat Mercader, l'NKVD va reclutar també altres comunistes espanyoles, com África de las Heras Gavilán, o Carme Brufau Civit, amiga de Caritat Mercader.
Pel que fa a qui va ser el seu introductor en l'aparell de seguretat soviètic, s'han manejat habitualment dues opcions: Ernő Gerő i Nahum Eitingon. Gerö, que usava el pseudònim de Pedro, era un comunista hongarès que es trobava a Barcelona com a delegat de la Internacional Comunista en el PSUC —des de 1932 havia estat en el PCC— i cap de la missió de l'NKVD a Catalunya. Segons Lluís, Gerö va ser una persona molt propera a la seva família, que «va poder haver estat […] mitjancer entre els soviètics i la meva família en aquests anys». Caritat Mercader li tenia «molta estima». No obstant això, s'ha atribuït tradicionalment la responsabilitat de reclutar Caritat Mercader a Leonid Eitingon, a qui podria haver conegut anys abans a França. La documentació disponible en l'FSB confirma que va ser Eitingon qui la va reclutar. Eitingon, un destacat oficial del departament d'Operacions Especials de l'NKVD, va ser enviat a Espanya poques setmanes després de l'inici de la guerra, com a adjunt d'Alexander Orlov, cap de l'NKVD a Espanya. Va residir diverses temporades durant la guerra a Barcelona —de fet, va ser Eitingon qui va fer portar Lluís Mercader al consolat soviètic per protegir-lo mentre van durar els combats de maig de 1937. Després de la deserció d'Orlov el 1938, Eitingon, que actuava amb el pseudònim de general Kotov, va quedar al capdavant de la missió de l'NKVD a Espanya. S'ha especulat sovint sobre si Caritat Mercader i Eitingon —set anys menor que ella— van ser amants. Gorkin ho va afirmar amb rotunditat. Historiadors com Robert Conquest o Hugh Thomas es van pronunciar en el mateix sentit, mentre que Sudoplatov, el cap del departament d'Operacions Especials de l'NKVD durant la Segona Guerra Mundial, ho va negar: «... això hagués anat en contra de les bones pràctiques professionals. […] eren bons amics, però no físicament íntims, malgrat la ben guanyada reputació d'Eitingon com un home de nombroses aventures amb dones.» També ho va desmentir el seu fill Lluís: «Jo no crec que la meva mare i Leonid fossin amants. […] Mantenien unes relacions senzillament amistoses, fraternals, pròpies de camarades comunistes. Aquesta és també exactament l'opinió dels fills d'Eytingon». Per la seva banda, Mary-Kay Wilmers subratlla que Eitingon era un faldiller. En tot cas, Eitingon va ser el responsable de Ramon i Caritat Mercader dins de l'NKVD.
Les notícies sobre el parador de Caritat Mercader a partir de mitjan 1937 són escasses i de vegades contradictòries, i estan gairebé sempre en relació amb les aventures del seu fill Ramon. S'admet generalment que, en l'estiu d'aquest any, Ramon Mercader va desaparèixer d'Espanya per rebre ensinistrament. Així ho va descriure el seu germà Lluís, sense citar on va tenir lloc aquest entrenament. Encara que autors com Wilmers, Levine o Gorkin afirmen que va ser a la Unió Soviètica, la documentació conservada per l'FSB afirma que Ramon va rebre la seva instrucció a França —això coincideix amb el testimoniatge de Lluís Mercader, que va sostenir que Ramon va estar per primera vegada a la Unió Soviètica el 1960, després de sortir de la presó a Mèxic. Per la seva banda, en la seva obra Special Tasks, Sudoplatov va relatar com, quan encara era un simple agent, va assassinar a Rotterdam a la fi de maig de 1938 el dirigent opositor ucraïnès Jevhen Konovalets. En la seva fugida cap a la Unió Soviètica va passar tres setmanes a Barcelona, on hauria conegut Ramon Mercader. En l'estiu d'aquest any, Eitingon l'hauria enviat a París des de Barcelona. Allí, Eitingon el va destinar a infiltrar-se en les organitzacions trotskistes franceses. Encara que Stalin no havia donat encara l'ordre d'assassinar Trotski, l'NKVD havia començat a preparar l'operació, si bé Mercader encara no estava involucrat directament en l'afer. Lev Trotski, que havia estat un dels col·laboradors més fidels de Lenin, vivia exiliat des de gener de 1937 a Mèxic, després de ser obligat a deixar Noruega per les pressions del govern soviètic. Gràcies a les gestions dels trotskistes nord-americans amb Diego Rivera, el president mexicà Lázaro Cárdenas havia accedit a concedir-li asil.
Segons el testimoniatge de Clemence Béranger, Ramon Mercader s'hauria traslladat a París —on ja es trobaria la seva mare des de feia «algun temps»— en alguna data indeterminada de 1938. Instruït per Eitingon, Ramon havia de seduir Sylvia Ageloff, una treballadora social i trotskista nord-americana, a la qual hauria d'utilitzar per a introduir-se en l'entorn de Trotski. Ramon Mercader utilitzava la falsa identitat de Jacques Mornard, suposat fill d'un diplomàtic belga. Ageloff va arribar a París a la fi de juny de 1938, de vacances i amb l'objecte d'aprofitar el viatge per a assistir a la reunió fundacional de la Quarta Internacional. No sabia que la seva casual trobada amb Mornard-Mercader havia estat preparada per la intel·ligència soviètica. Mercader va seduir Sylvia Ageloff i va continuar la seva relació amb ella fins a la marxa d'aquesta a Nova York, el febrer de 1939. A partir de llavors, van continuar escrivint-se, la qual cosa no va impedir a Ramon Mercader provar altres formes d'apropar-se al cercle de Trotski. Després del seu assassinat, Frida Kahlo va declarar que havia coincidit amb Mercader durant la seva estada a París (gener-abril de 1939). Aquest li hauria demanat que l'ajudés a trobar una casa prop del domicili de Trotski a Coyoacán, als afores de Ciutat de Mèxic, a la qual cosa Kahlo es va negar.
Per la seva banda, malgrat que els seus fills Montserrat i Lluís vivien també a París, Caritat Mercader no va compartir allotjament amb ells. Ramon Mercader, per la seva banda, vivia amb la seva parella, Lena Imbert. Inicialment, el seu fill Lluís va viure amb Montserrat i el seu marit, que havien tornat d'Espanya amb anterioritat. Posteriorment, a mitjan 1938, Caritat Mercader el va obligar a anar a viure a casa de la mare de Daniel Béranger. Lluís Mercader i la seva mare es veien unes dues vegades al mes. El març de 1939, ella va arreglar, amb Eitingon, el trasllat del seu fill Lluís cap a la Unió Soviètica, preveient l'inici de la Segona Guerra Mundial.

### Intervenció en l'assassinat de Trotski: l'operació Ànec

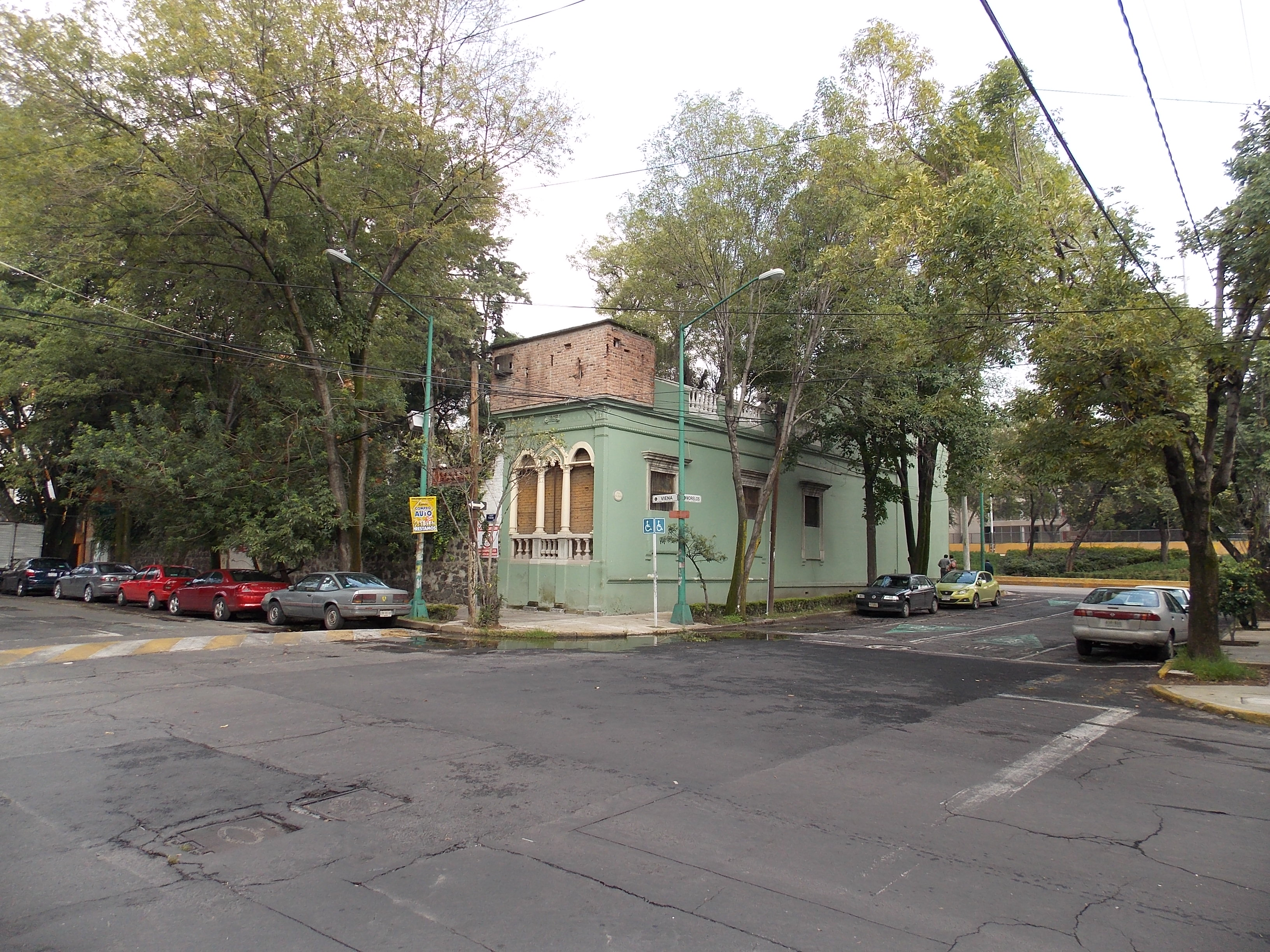
Estat actual de la casa de Trotski a Coyoacán, en l'actualitat Museu Casa de Lev Trotsky

El març de 1939, Sudoplatov, ja director del departament d'Operacions Especials, va rebre de Stalin l'ordre explícita de posar fi a la vida de Trotski. Eitingon, que acabava d'arribar a Moscou, va dissenyar per ordre de Sudoplatov l'operació Utka (Ànec). El pla no va ser perfilat fins a juliol i solament a principis d'agost va ser aprovat personalment per Stalin. L'operació Ànec comprenia diversos operatius formats per comunistes espanyols i mexicans reclutats durant la Guerra Civil espanyola. Un d'ells era dirigit pel muralista mexicà David Alfaro Siqueiros i tenia l'objectiu d'assassinar el líder exiliat; l'altre el formaven Caritat i Ramon Mercader. Aquest havia d'ocupar-se únicament de tasques de vigilància i recollida d'informació. La participació de mare i fill estava prevista des de la primera versió del pla.
A principis de l'estiu de 1939, Eitingon va viatjar a París acompanyat per Sudoplatov des de la Unió Soviètica i va passar un parell de mesos entrenant Caritat i Ramon Mercader. Tots dos van viatjar a Nova York a la fi d'agost.  L'esclat de la Segona Guerra Mundial va fer que, des de Moscou, es donessin ordres de suspendre el trasllat d'Eitingon i els Mercader a Amèrica, però aquestes ordres no van ser seguides. Des de Nova York, es creu que Caritat Mercader va viatjar a Mèxic passant per Cuba —Ramon es va quedar unes setmanes a Nova York abans de traslladar-se a primers d'octubre a Mèxic, des d'on va convèncer Sylvia Ageloff perquè es reunís amb ell—, encara que realment no se sap quan va arribar efectivament a Mèxic, ja que existeix escassa informació sobre el període que va de desembre de 1939 fins a maig de 1940. Per la documentació que està en poder de l'FSB, se sap que Eitingon, després de passar algun temps a Nova York, havia viatjat també a Mèxic i que Caritat Mercader, que també es trobava a Mèxic, en ser reconeguda  es va veure obligada a deixar el país i tornar a Nova York amb escala a Cuba; el viatge va tenir lloc el 21 de maig. La matinada del 23 al 24 de maig, un grup de pistolers encapçalats per Siqueiros va assaltar la casa de Trostki a Coyoacán sense arribar si més no a ferir-lo.
Eitingon va haver d'informar del fracàs de l'operació. La notícia va arribar a Moscou per un missatge portat per un correu a Nova York i radiat en clau des d'allí a la capital soviètica. A l'arribada del missatge, Stalin es va enfuriar i va manar cridar a Sudoplatov i Béria, que li van explicar que s'engegaria el pla alternatiu. No obstant això, el paper de Caritat Mercader en la nova operació apareix com a secundari i es desconeix quines van ser concretament les seves funcions dins de l'operatiu. Ramon feia alguns mesos que era a Mèxic, sota una falsa identitat i com a promès de Sylvia Ageloff, i s'havia dedicat únicament a la recopilació d'informació, sense haver tractat personalment Trotski. Pocs dies després del fallit intent dut a terme pel grup de Siqueiros, Ramon Mercader va conèixer finalment Trotski per la seva relació amb Ageloff. A la fi de juny, va viatjar per deu dies a Nova York per rebre instruccions. Pocs dies després de tornar a Mèxic, Caritat Mercader va retornar també. Després d'uns mesos en els quals Ramon va conrear la relació amb el cap exiliat, el 20 d'agost de 1940 va entrar a casa seva i aconseguí reunir-se tot sol amb ell, amb l'excusa de revisar un article que havia escrit. Allí li va assestar un cop al cap amb un piolet. Segons va explicar Sudoplatov, inicialment Eitingon i Caritat Mercader havien planejat un atac contra la casa de Trotski en el moment en què Ramon estigués dins. Aquest aprofitaria la confusió per disparar contra el seu objectiu. Ramon es va mostrar en desacord amb el pla i va decidir encarregar-se ell mateix d'assassinar en solitari Trotski.
Trotski moriria l'endemà. Segons el pla acordat, Caritat Mercader i Eitingon esperaven Ramon als voltants de la casa-fortalesa de Trotski en un cotxe —altres fonts en parlen de dos— per ajudar-lo a escapar. Es van adonar que l'atemptat havia fracassat quan van observar l'enrenou i van sentir les sirenes de la policia sense que Ramon hagués sortit, davant la qual cosa van fugir del lloc i van abandonar amb rapidesa el país. No obstant això, segons el testimoniatge del qui després seria advocat de Ramon Mercader, Eduardo Ceniceros, fou la seva mare qui, abans de sortir il·legalment del país, va fer les gestions necessàries perquè el seu fill rebés assistència lletrada. L'escollit, a suggeriment de Lombardo Toledano, fou Octavio Medellín Ostos. Caritat Mercader no li va revelar la identitat del presumpte assassí de Trotski ni que era el seu fill: «Fixi's, llicenciat, quina cosa ha fet aquest noi. És fill d'una benvolgudíssima camarada que es troba fora de Mèxic i jo, per raó d'aquesta amistat amb la mare, he vingut a sol·licitar que es facin càrrec de la seva defensa».

### A la Unió Soviètica

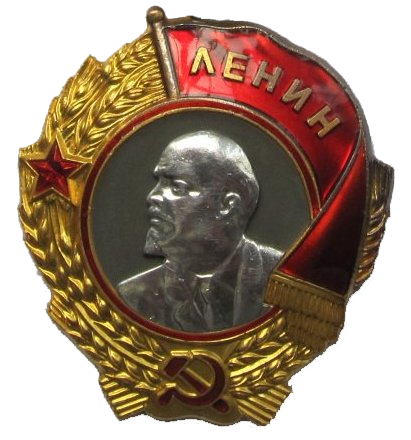
Insígnia de l'orde de Lenin com la que li fou atorgada a Caritat Mercader el 1941, després d'arribar a la Unió Soviètica

Caritat Mercader i Eitingon van viatjar a Cuba des de Mèxic, i van romandre allí amagats. Les versions de la documentació de l'FSB i de Sudoplatov difereixen, no obstant això, en alguns punts (la ruta que va seguir Eitingon després de deixar Cuba) però coincideixen quant a Caritat. Segons Sudoplatov, tots dos van romandre a Cuba durant sis mesos, cosa que és congruent amb el temps que va trigar a arribar a la Unió Soviètica. Van mantenir des d'allí contacte amb Ramon pels advocats que s'encarregaven de la seva defensa. Ofelia Domínguez Navarro, jurista, escriptora i militant comunista cubana formà part de l'equip defensor de Ramon Mercader a Mèxic. Segons el seu llibre de memòries 50 años de mi vida (1971), fou secretament contractada a l'Havana per una misteriosa dona espanyola que podria haver estat la mateixa Caritat Mercader. Tanmateix, a partir d'aquest punt, les versions difereixen. La documentació de l'FSB afirma que Eitingon hauria deixat a Cuba Caritat i arribat a la Unió Soviètica fent escala a Europa.Sudoplatov, en canvi, va narrar que tots dos van deixar Cuba rumb a Nova York, que van travessar el país fins a Califòrnia (on Eitingon contactà amb els agents que havia reclutat durant la seva missió als Estats Units, i que des de San Francisco van travessar amb vaixell el Pacífic i van arribar a Moscou en el Transsiberià. La ruta seguida per Caritat segons la documentació de l'FSB és similar. El 17 de juny, Lavrenti Béria, el director de l'NKVD, va organitzar una gran rebuda en el transcurs de la qual el president del Presídium del Soviet Suprem de la Unió Soviètica, Mikhaïl Kalinin, va condecorar Caritat Mercader amb l'Orde de Lenin. Va ser la primera dona estrangera a obtenir-la —per a Ramon es reservava l'estrella d'Heroi de la Unió Soviètica. Caritat va rebre un apartament que, per als estàndards de Moscou, era un luxe. Se n'hi aniria a viure amb el seu fill Lluís, que es trobava al país des de feia gairebé dos anys. No obstant això, amb prou feines van poder estar junts uns mesos perquè, en produir-se la invasió alemanya de la Unió Soviètica, van haver de separar-se de nou. Lluís es va allistar en l'Exèrcit Roig després d'adquirir la ciutadania soviètica, necessària per unir-se a la milícia.
Malgrat les insistents peticions que van fer els exiliats per allistar-se i defensar així la Unió Soviètica, la pàtria del socialisme, la resposta inicial va ser negativa, tant per ser estrangers com per la necessitat que hi hauria en el futur d'utilitzar aquests quadres als seus països d'origen. Davant la insistència dels exiliats —no solament dels espanyols—, el juliol de 1941 es va permetre que s'allistessin en una unitat militar dependent del departament d'Operacions Especials de l'NKVD: la Brigada Motoritzada Independent de Tiradors de Designació Especial (OMSBON), que va arribar a tenir 20.000 membres. En aquesta unitat, hi havia voluntaris de diferents països, i va ser una de les unitats encarregades de la defensa de Moscou, així com del manteniment de l'ordre a la ciutat. En l'OMSBON es va crear una companyia, la quarta, composta per poc més d'un centenar de voluntaris espanyols. En la batalla de Moscou, la companyia «espanyola» va protegir el centre de la ciutat sense arribar a entrar en combat. En aquesta companyia es van allistar Lluís Mercader —que a l'agost va rebre destinació com a oficial de transmissions—, i diverses exiliades espanyoles —entre elles, Lena Imbert i África de las Heras Gavilán. Caritat va estar unes setmanes amb elles en el camp d'entrenament de la companyia, però, segons les memòries de Sebastià Piera, militant del PSUC, va desaparèixer abans del final de la Batalla de Moscou. El seu fill Lluís va tenir diverses destinacions, però va tornar a la capital en diverses ocasions —a principis de 1942 i durant l'estiu d'aquest any. Segons el seu testimoniatge, la seva mare continuava vivint al seu apartament. El febrer de 1943, Lluís va ser desmobilitzat i va entrar a estudiar enginyeria a Moscou, tornant a viure amb Caritat.
Segons el diari de Dimitrov, Caritat hi va romandre fins a finals de 1944 i va treballar en el servei en francès de la ràdio exterior soviètica. Vivia amb ella Lena Imbert, la companya del seu fill, que va morir l'abril de 1944 de tuberculosi, al sanatori on treballava el doctor Carlos Díez Fernández —la direcció del PCE negava l'existència de tuberculosi entre l'emigració espanyola. Lluís Mercader va donar, no obstant això, la data de 1943 per a la mort de Lena Imbert i va afirmar que, després de passar per un sanatori, va morir a la casa de Caritat.
Quan anava pel carrer tothom la mirava. I jo li preguntava:

— Per què et miren?

— Tota la vida m'han mirat. Sempre. Ja estic acostumada.

Tenia una mirada penetrant, dominadora i segurament
 era això el que impressionava la gent.
Conservo una foto de […] quan va arribar a Rússia el 1940.
 Tenia quaranta-vuit anys i pesava 82 quilos .
Alta, potent i molt elegant. Tenia molt de gust i anava sempre ben vestida.
La recordo amb les seves mitges de niló de la casa Dupont,
 que acabaven de ser inventades,
 i sabates marrons de pell de serp i taló alt.  
Durant la seva estada a la Unió Soviètica, Caritat Mercader va mantenir profundes discrepàncies amb Dolores Ibárruri, Pasionaria. Dues van ser les àrees en les quals es van manifestar les divergències entre ambdues. D'una banda, Caritat va donar suport a Jesús Hernández i Enrique Castro Delgado, els quals, després de la mort de José Díaz, s'enfrontarien a Ibárruri per prendre el control del PCE. Segons Lluís Mercader, Hernández i Castro Delgado «venien per casa diàriament, i els tres es passaven moltes hores parlant». De fet, segons el testimoniatge de Líster, quan tant ell com la resta de caps militars que havien recolzat inicialment Hernández —Modesto i Cordón— van expressar la seva adhesió a la nova secretària general, Pasionaria, Caritat Mercader i Carmen Parga —l'esposa de Manuel Tagüeña— van dirigir cap a ells àcides crítiques: «[El nostre acostament a Dolores] ens ha valgut que algú ens hagi dit a la cara que hem perdut els collons de comunistes». L'altra àrea de desacord va ser la participació dels exiliats espanyols en les operacions de l'NKVD. Mentre que Pasionaria no estava sempre d'acord amb la utilització discrecional que els serveis d'espionatge soviètic feien dels exiliats espanyols —sobretot del PSUC—, sense consultar al PCE, Caritat era una dedicada defensora de l'espionatge soviètic i creia que calia fer tot el que demanessin, ja que la Unió Soviètica era la «mare pàtria». Un dels exiliats espanyols allistats en l'NKVD va ser Sebastià Piera, que va comptar amb l'aval de la mateixa Caritat per al seu ingrés. Piera la va descriure així durant els seus anys a la Unió Soviètica: «...una dona excepcional que se sentia psuquera i molt vinculada a Catalunya. Sempre que podia, ens convidava a menjar i cuinava per als catalans».
Julián Gorkin va atribuir a Caritat Mercader, basant-se en la informació que Enrique Castro Delgado li hauria proporcionat el 1960, diverses missions encarregades per l'NKVD, com la participació en el fallit atemptat que va perpetrar l'espionatge soviètic contra Franz von Papen, ambaixador de l'Alemanya nazi a Turquia el 24 de febrer de 1942. El seu fill Lluís, que va romandre a Moscou la major part de la guerra, va sostenir el contrari: que Caritat no va participar en cap missió de l'NKVD, «entre altres coses, perquè estava cremada pel seu treball».De fet, segons Lluís Mercader, en el període transcorregut entre la seva estada en l'OMSBON i la seva sortida del país, «Caritat es passava els dies asseguda al llit, vestida, amb coixins darrere de l'esquena, la cigarreta en la boca, prenent cafè rere cafè, i teixint». En total contraposició, Castro també li va atribuir missions a Suècia, Noruega, Dinamarca, Holanda i Bèlgica, en les quals hauria estat involucrada en l'assassinat d'unes trenta persones. Igualment, hauria vigilat per compte de l'NKVD els dirigents del Partit Comunista Búlgar refugiats a la Unió Soviètica, molts dels quals haurien acabat executats. Sudoplatov va situar entre 1941 i 1943 Caritat Mercader a Taixkent, la qual cosa va ser negada taxativament pel seu fill Lluís.
Hi ha diversos testimoniatges que van atribuir a Caritat Mercader haver intervingut perquè exiliats espanyols poguessin abandonar la Unió Soviètica. Manuel Tagüeñava afirmar que Caritat va ajudar espanyols que volien deixar el país a ingressar en l'NKVD, aconseguint d'aquesta forma que poguessin sortir de la Unió Soviètica. El mateix doctor Fernández, que atenia la major part de la colònia espanyola a Moscou, va ser un d'ells. Castro Delgado va corroborar aquest testimoniatge exposant que, després de la derrota d'Hernández i la seva pròpia en la pugna pel poder en el partit comunista espanyol, va ser purgat en l'estiu de 1944. Malgrat la seva expulsió del partit, Caritat li va proporcionar ajuda i va ser una de les persones que va intercedir per ell perquè pogués sortir de la Unió Soviètica, ja que la direcció del PCE es negava al fet que deixés el país —no ho va aconseguir fins a finals de 1945.
D'altra banda, i segons el testimoniatge el seu fill, en aquesta època Caritat va protagonitzar escenes de gran dramatisme: «De tant en tant, la meva mare es posava histèrica i deia coses inimaginables, cridant que s'anava a matar i jo havia de llevar-li la pistola de les mans». No obstant això, Lluís també va sospitar que podria tractar-se d'una tàctica de pressió contra les autoritats soviètiques perquè aquestes es preocupessin de la sort del seu fill Ramon. En aquests anys, també va córrer el rumor que Caritat havia tornat a consumir drogues, que li eren subministrades, sota supervisió, pel doctor Díez Fernández, que havia tractat Lena Imbert i visitava la casa amb regularitat. Durant la guerra, la seva filla Montserrat va romandre a França, on va treballar per a les organitzacions comunistes de la resistència francesa. Jordi, que també va romandre a França, va emmalaltir d'osteomielitis i, quan es dirigia amb la seva esposa a la Unió Soviètica per tractar-se, en passar per Alemanya, Hitler va atacar la Unió Soviètica i Jordi va ser internat en un camp de concentració alemany, on va passar quatre anys.
Finalment, el febrer de 1945, Caritat va rebre l'autorització per abandonar la Unió Soviètica.A aquestes altures Caritat estava «molt prima i demacrada». Havia perdut 34 quilos de pes des de la seva arribada quatre anys abans. Sobre aquest tema, Gorkin va reproduir en el seu llibre sobre l'assassinat de Trotski les ja citades confidències que Caritat Mercader li hauria fet a Castro Delgado durant el període anterior a la seva sortida del país: «Ens han enganyat, Enrique. […] Això és el pitjor infern que hagi existit mai. Mai podré habituar-m'hi. No tinc més que un desig, un pensament: fugir, fugir lluny d'aquí. […] Aniquilen la teva voluntat, t'obliguen a matar i et fan morir a continuació, d'un cop o d'un tret, o a foc lent, com a mi em fan morir en aquest moment. Ara ja no em necessiten, comprens?». A continuació, li hauria confessat la seva participació i la del seu fill en l'assassinat de Trotski: «He fet de Ramon un assassí […] Del meu pobre Lluís, un ostatge, i dels meus altres dos fills unes pures ruïnes. I quina ha estat la meva recompensa a canvi d'això? Quatre porqueries! [en referència a la medalla de l'orde de Lenin i a la d'Heroi de la Unió Soviètica concedida a Ramon]». Segons Castro Delgado, poc abans que Caritat sortís del país, Lluís Mercader li hauria confessat el seu disgust pel fet: «La meva mare se'n va a Cuba, i després indubtablement, es presentarà a Mèxic, però em sacrifica en deixar-me aquí. Ella sap, tanmateix, que jo odio tot això i que donaria la meitat de la meva vida per anar-me'n. No em faig il·lusions: no podré sortir mai de la Unió Soviètica». Per contra, Lluís va desmentir en la seva obra la seva condició d'ostatge, sostenint que la seva situació en la Unió Soviètica sempre va ser avantatjosa, la qual cosa li va permetre desenvolupar la seva vocació d'enginyer, i això el va satisfer molt més que les tasques a les quals es van dedicar la seva mare i el seu germà. De fet, Lluís es va alegrar de la marxa de la seva mare —«quan em vaig assabentar que la meva mare se n'anava em vaig alegrar molt: per a mi va ser com un alliberament». Segons Gorkin, va ser finalment el mateix Béria, el director de l'NKVD, qui va autoritzar la seva sortida, amb la condició que s'instal·lés a Cuba. Caritat va fer cas omís i una vegada fora de l'URSS va viatjar, per Turquia, a Mèxic.

### Retorn a Mèxic: l'operació Gnom

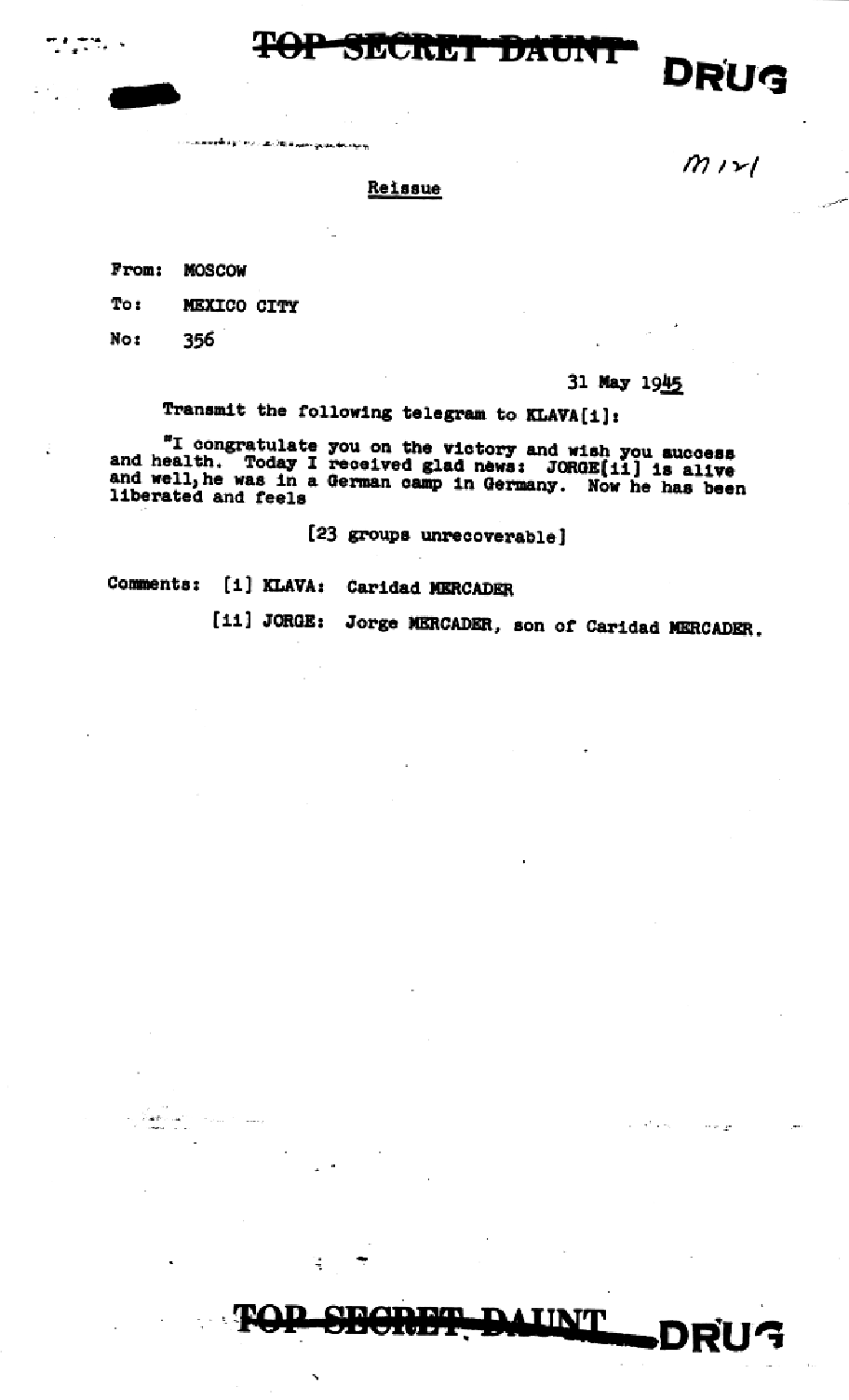
Missatge rebut per la rezidentura del NKVD a Mèxic el 31 de maig de 1945. En ell es diu que Jordi Mercader, fill de Caridad, havia estat alliberat d'un camp alemany de presoners de guerra.

Stalin havia decidit que Ramon Mercader havia de ser alliberat i va ordenar que es preparés una operació per aconseguir-ho. Les primeres referències al pla daten del 30 de maig de 1943. A la fi de 1943, la Unió Soviètica va obrir ambaixada a Mèxic, la qual cosa va proporcionar cobertura legal a l'estació de l'NKVD —rezidentura, en la terminologia soviètica— en aquest país. Els seus objectius principals eren dos: donar cobertura a les operacions d'espionatge que els soviètics realitzaven per conèixer els secrets de la bomba atòmica nord-americana i treure Mercader de la presó. L'operació, amb el nom clau de Gnom —que era el nom assignat a Mercader—, va estudiar diverses estratègies perquè Mercader fugís de la presó, en la qual havien d'intervenir operatius soviètics i comunistes mexicans i espanyols exiliats al país. L'estiu de 1943, Jesús Hernández va ser enviat a Mèxic juntament amb Francisco Antón. A més de les tasques relacionades amb la reorganització del PCE al país americà —parteix també del seu intent per prendre el control del partit succeint al recentment mort José Díaz com a secretari general—, Hernández també treballava per l'NKVD i tenia com a objectiu reforçar el treball de la rezidentura a Mèxic i de les operacions que duia a terme.
A la fi de 1943, el rezident soviètic va dissenyar un pla pel qual Mercader podria fugir durant una de les sortides de la presó per anar a declarar al jutjat. Aprofitant una reducció de la guàrdia que havia de custodiar-lo, Mercader seria introduït en un cotxe i tret del país. Eitingon, amb el nom clau de Tom, havia de coordinar el pla.L'operació va resultar un fracàs. A la incapacitat, la desconfiança i les picabaralles entre els operatius soviètics, espanyols i mexicans, es va unir la inesperada presència al país de Caritat Mercader. Pel que sembla, es va embarcar personalment en una sèrie de gestions amb autoritats mexicanes per aconseguir la llibertat del seu fill. De fet, segons Ceniceros, mare i fill fins i tot van poder veure's personalment, fora de la presó. L'NKVD va mostrar des del principi la seva incomoditat amb la presència de Caritat al país —els primers missatges entre Mèxic i la Unió Soviètica, en els quals se li assigna el nom en clau de Klava, daten de març de 1945: «En endavant, consideri que la presència de Klava [Caritat Mercader] en la Campanya [Mèxic] complica granment el projecte [sic] Gnom». Gorkin va més enllà, afirmant que l'equip sobre el terreny de l'NKVD va dur a terme dos intents de matar-la, no se sap si reals o fingits, amb l'objecte d'espantar-la i que deixés el país.
L'aparició en escena de Caritat Mercader i les seves gestions haurien alertat les autoritats mexicanes, que van endurir el règim carcerari de Ramon, de manera que els intents d'aconseguir la seva fugida haurien resultat infructuosos. Com va narrar Lluís, «[Caritat] coneixia molta gent important d'allí […] i, probablement, va estar implorant d'un a un altre. Però el que va fer va ser aixecar la llebre i, com a conseqüència, es va esfondrar tot el que s'havia organitzat». A conseqüència d'això, els soviètics van ordenar a Caritat que deixés Mèxic immediatament, i no van tornar a plantejar-se més intents per treure Ramon Mercader de la presó, que va haver de complir completa la seva pena de vint anys de reclusió. Gairebé tots els autors que han tractat el tema, igual que el mateix Ramon, van atribuir el fracàs, en tot o en part, a la presència de Caritat allí. De fet, Ramon mai va perdonar a la seva mare per la seva interferència en l'operació i la va considerar responsable del període addicional que va haver de passar empresonat: «Vaig haver de passar setze anys de presó per la seva culpa». No obstant això, mai l'hi va tirar en cara.

### La relació de Caritat amb el seu fill Ramon
Nombrosos historiadors i publicistes han presentat a Caritat Mercader com una persona fanatitzada que va empènyer el seu fill a l'assassinat. Leonardo Padurava descriure Caritat de la següent forma: «Caritat del Río no solament havia estat qui va educar al seu fill en l'odi i el va posar en contacte amb els oficials del tètric NKVD soviètic encarregats de concebre i executar l'assassinat, sinó que el va encoratjar i el va impulsar en la seva missió fins a aquesta mateixa tarda del 20 d'agost, quan a bord d'un cotxe i en companyia del creador del pla, va veure entrar Ramon Mercader a la casa de Trotski i en les clavegueres de la història del segle». Una anàlisi similar va fer Gorkin quan va afirmar, en primer lloc, que «un tenebrós aparell policíac va convertir Caritat en una terrorista, mare d'un assassí», afegint que Ramon va ser sacrificat al «fanatisme cec que professava». La descripció seria corroborada amb les confidències que, segons Castro Delgado, li havia fet Caritat durant la seva estada a la Unió Soviètica: «He fet de Ramon un assassí».
Tanmateix, Lluís Mercader va plantejar una visió totalment diferent. Segons el petit dels Mercader, Caritat no hauria tingut una gran influència ni sobre Ramon ni sobre cap dels seus fills, a causa que, en realitat, va viure poc de temps amb ells. També va citar com el seu germà li havia explicat que va ser ell qui es va oferir voluntari per cometre l'assassinat, simplement per ajudar Eitingon a complir la seva missió.
Per la seva banda, Gregorio Luri apunta una tesi nova per a justificar que Caritat reclutés el seu fill, la qual cosa fet i fet el va posar en el camí de cometre un magnicidi. Segons Luri, Caritat va reclutar el seu fill per allunyar-lo del front i que no corregués la sort del seu germà Pau, mort en acció de combat unes setmanes abans.

### Últims anys a París

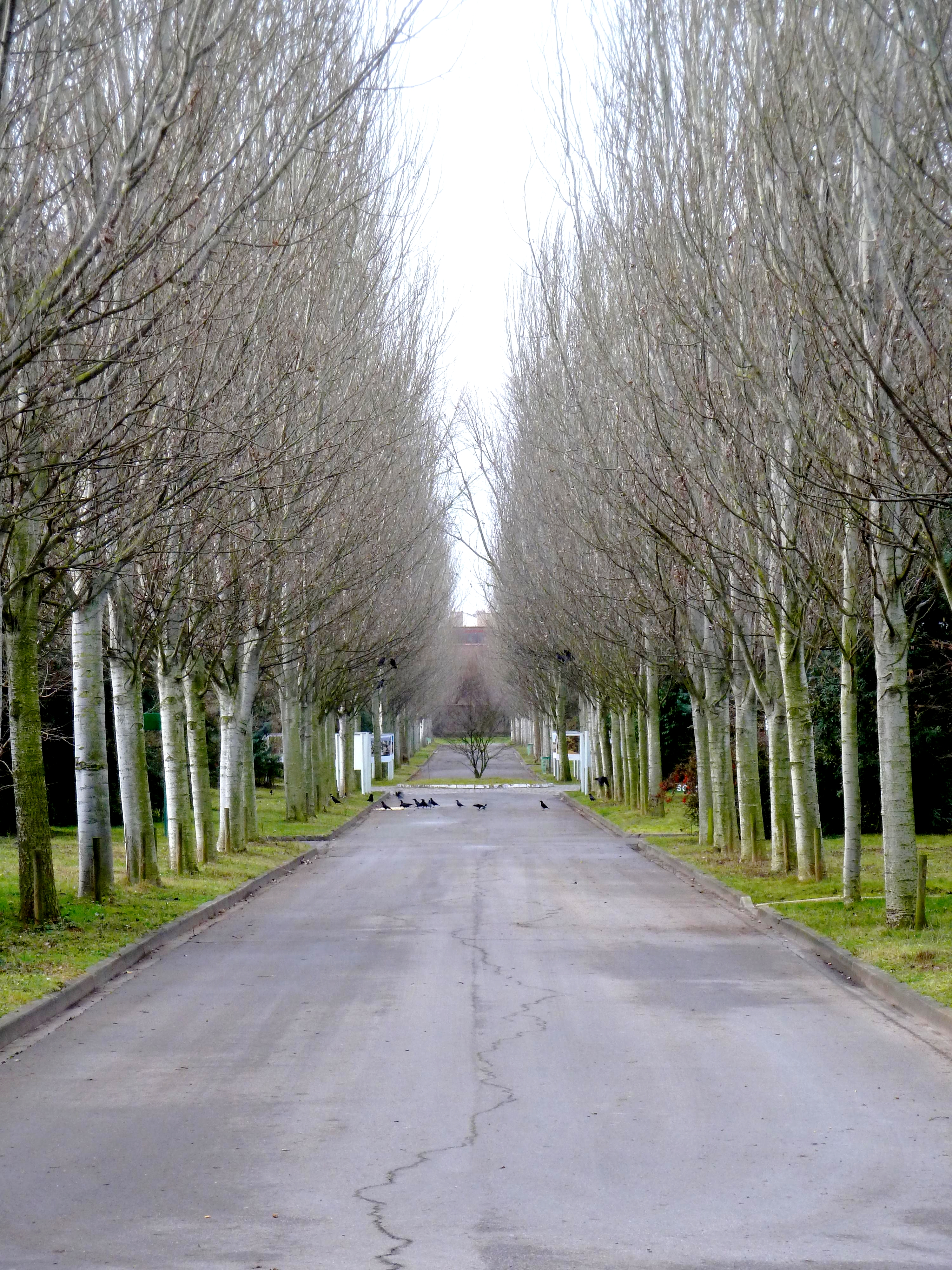
Cementiri parisenc de Pantin, on va ser enterrada Caritat Mercader el 1975

Caritat va abandonar Mèxic el novembre de 1945 i va rebre autorització per instal·lar-se a París, on va viure amb passaport cubà fins a la seva mort. Es va establir en un pis del carrer Rennequin, 25, prop de l'arc de Triomf i va rebre durant tota la seva vida una pensió del govern soviètic. A la capital francesa vivien també els seus fills Jordi i Montserrat, als quals veia regularment —hi ha fotos de Caritat donant-li el biberó a Jean, fill de Montserrat, el 1963.
Després de produir-se la Revolució Cubana, el músic Harold Gramatges va ser nomenat ambaixador cubà a França i va contractar Caritat Mercader per dirigir les relacions públiques de l'ambaixada de Cuba a París. Va treballar allí entre 1960 i 1967. D'acord amb el seu fill Lluís, «organitzava recepcions, els protocols, i rebia personalitats franceses i d'altres països», tal com li va relatar el mateix Gramatges el 1978. No obstant això, en les seves memòries, Vidas para leerlas, l'escriptor cubà Guillermo Cabrera Infante —que va ser enviat el 1962 a Brussel·les com a assessor cultural de l'ambaixada cubana— l'esmenta, al·ludint a una «vella seca i desagradable» que havia substituït com a recepcionista de l'ambaixada la «bella havanera» que hi havia abans. Segons Cabrera Infante, Gramatges li deia que «Cachita» —al·ludint al seu naixement a Santiago de Cuba— era «més estalinista que Stalin». Luis Goytisolo, que va col·laborar en aquella època amb la Revolució Cubana, va conèixer Caritat Mercader en l'ambaixada parisenca abans de viatjar a Cuba durant la crisi dels míssils. Segons Goytisolo, va ser Martha Frayde, representant de Cuba davant la Unesco entre 1962 i 1965, qui li va revelar la identitat de la recepcionista de l'ambaixada, demanant-li que l'hi comuniqués al ministre d'Afers Exteriors cubà Raúl Roa. Goytisolo va afegir que Roa, en conèixer l'assumpte, va fer tornar Caritat a Cuba. Encara que hi ha una foto de Caritat Mercader a Cuba el 1962, el testimoniatge de Lluís Mercader no esmenta que la seva mare s'hagués traslladat a Cuba durant un període llarg de temps ni que hagués estat acomiadada del seu treball en l'ambaixada cubana.
El 6 maig de 1960, Ramon Mercader va acabar la seva condemna, i va poder viatjar a Moscou amb un passaport txecoslovac. Allí, on encara vivia el seu germà Lluís, es va establir amb la seva esposa Roquelia. A partir d'aquell moment, Caritat viatjaria esporàdicament a l'URSS a visitar els seus fills i nets. Segons el seu fill Lluís, mai va poder adaptar-se a la vida a la Unió Soviètica i li atribueix la frase «[j]o solament serveixo per a destruir el capitalisme, però no serveixo per a construir el comunisme». Malgrat els esforços que feien els seus fills per fer-li més confortables les seves visites, sempre era sense resultat. D'acord amb Lluís, mai va poder reconèixer el fracàs del comunisme i que havien lluitat «per una utopia». També va afegir que «se'n tornava a París malalta, completament desanimada i desil·lusionada. Però continuava amb tossudesa sent comunista, creient en la seva doctrina i adorant Stalin».
En els últims anys de la seva vida la van cuidar el seu fill Jordi i la seva nora, Germaine. Va morir el 1975, a vuitanta-dos anys, mesos abans de la mort del dictador Francisco Franco a Espanya. Va ser enterrada en el cementiri parisenc de Pantin, en una tomba que va compartir amb el seu gendre, el marit de la seva filla Montserrat. L'ambaixada soviètica a París es va fer càrrec dels funerals i de l'enterrament.

### Llibres